# Хекстолл-Смит, Дик
Дик Хекстолл-Смит (англ. Dick Heckstall-Smith; полное имя Ричард Малден Хекстолл-Смит, англ. Richard Malden Heckstall-Smith; 26 сентября 1934, Ладлоу — 17 декабря 2004, Хампстед, Лондон) — британский музыкант-саксофонист, участник нескольких основополагающих групп британского ритм-энд-блюза и джаза-фьюжн. 
Дик Хекстолл-Смит был участником групп Alexis Korner's Blues Incorporated, The Graham Bond Organisation, John Mayall & the Bluesbreakers, Colosseum, сотрудничал со многими известными музыкантами. Кроме саксофонов разных типов играл также на фортепиано и кларнете. 

## Дискография

### Сольные альбомы
- 1972: A Story Ended
- 1991: Live 1990 (with John Etheridge, Rainer Glas, Joe Nay)
- 1991: Where One Is
- 1991: Woza Nasu
- 1992: Obsession Fees (Dick Heckstall-Smith & John Etheridge Group; with John Etheridge, Chris Beier, Rainer Glas, Evert Fraterman)
- 1995: Celtic Steppes
- 1995: This That (with Jack Bruce, John Stevens)
- 1996: Bird in Widnes (with John Stevens)
- 1998: On the Corner/Mingus in Newcastle
- 2001: Blues and Beyond (Dick Heckstall-Smith and Friends; with Pete Brown, Jack Bruce, Clem Clempson, Peter Green, Jon Hiseman, Gary Husband, Paul Jones, John Mayall, Rab McCullough, Mick Taylor, Paul Williams)

### В составеAlexis Korner's Blues Incorporated
- 1962: R&B from the Marquee
- 1964: Red Hot from Alex
- 1965: Alexis Korner's Blues Incorporated

### В составеThe Graham Bond Organisation
- 1965: The Sound of '65
- 1966: There's a Bond Between Us

### В составеJohn Mayall & the Bluesbreakers
- 1967: The Diary of a Band
- 1968: Bare Wires

### В составеColosseum
- 1969: Those Who Are About to Die Salute You
- 1969: Valentyne Suite
- 1970: The Grass Is Greener
- 1970: Daughter of Time
- 1971: Colosseum Live
- 1994: Colosseum LiveS
- 1997: Bread and Circus
- 2003: Tomorrow’s Blues

### В составеMainsqueeze
- 1983: Live at Ronnie Scott's 1983

### В составеHamburg Blues Band
- 1989: Live; feat. Dick Heckstall-Smith
- 1996: Real Stuff
- 1999: Rollin'
- 2001: Touch
- 2004: Live on The Edge of a Knife